# Eclissi solare dell'11 agosto 2018
L'eclissi solare dell'11 agosto 2018 è un evento astronomico che ha avuto luogo il suddetto giorno attorno alle ore 9.47 UTC  .